# Tenda Espírita Nossa Senhora da Piedade
A Tenda Espírita Nossa Senhora da Piedade foi a primeira tenda de Umbanda a ser fundada, por Zélio Fernandino de Moraes, ainda em 1908.

## História
A Tenda Espírita Nossa Senhora da Piedade foi fundada em 16 de novembro de 1908 pelo Caboclo das Sete Encruzilhadas por intermédio de seu médium, Zélio Fernandino de Moraes, em Neves, distrito de São Gonçalo, no estado do Rio de Janeiro. Atualmente, localiza-se na Rua José Ribamar Pereira Ramos, 271, Boca do Mato, Cachoeiras de Macacu, RJ, em edifício pertencente à Cabana de Pai Antônio, casa de umbanda também fundada por Zélio de Moraes em meados da década de 1950.
Atuam no corpo mediúnico pessoas de diferentes profissões (médicos, professores, advogados, garçons, costureiras, funcionários públicos, etc.), posições sociais ou idade, oriundos em grande medida do Estado do Rio de Janeiro, mais notadamente da cidade do Rio de Janeiro, de Niterói e da própria Cachoeiras de Macacu.
A assistência, formada de pessoas que buscam apoio e orientação espiritual junto às Entidades presentes por meio da incorporação mediúnica, também é composta por indivíduos de profissões variadas, oriundos principalmente do Estado do Rio de Janeiro (Cachoeiras de Macacu, Nova Friburgo, Niterói, Rio de Janeiro). São frequentes, também, as visitas de pessoas praticantes da Umbanda, membros de outras casas, sediadas nos Estados do Rio de Janeiro, de São Paulo, de Minas Gerais e do Paraná, principalmente, além de outros Estados.
Os ritos iniciam-se com o processo de defumação do ambiente, do corpo mediúnico e da assistência, durante o qual os presentes cantam os respectivos pontos destinados ao chamamento de entidades que auxiliam na limpeza espiritual da casa e dos presentes para o bom andamento dos trabalhos. Em seguida, diante do gongá (altar onde ficam dispostas imagens de santos católicos representantes das diversas linhas de trabalho da Umbanda), passam a serem elaborados no piso, com a utilização de giz de pemba, desenhos representativos das entidades trabalhadoras da casa – pontos riscados – e de cada uma das linhas dos trabalhadores espirituais (Oxalá, Xangô, Iansã, Iemanjá, Ogum e Oxóssi) e, no lado oposto do ambiente os pontos da sétima Linha (Exu) . Durante este trabalho e em toda a sessão, praticamente em caráter contínuo, são evocadas as entidades trabalhadoras a partir de pontos cantados, cânticos específicos para cada ocasião, sem uso de instrumentos musicais, tais como atabaques. Durante a elaboração dos pontos riscados, o corpo mediúnico é instado, por indicação do guia (entidade espiritual que conduz a sessão) a realizar o acendimento de velas destinadas a firmar a relação entre os trabalhos realizados no ambiente da Tenda e o plano espiritual.
A partir deste ponto, passa-se ao atendimento em consulta, realizado pelas entidades presentes através do corpo mediúnico, aos fiéis presentes na assistência. Estes trabalhos podem, conforme o caso, ser assistido por grupo de médiuns presentes em mesa de oração (em geral, para fins de desobsessão). Também são realizadas, nas sessões previstas no calendário, ritos festivos nos quais são, cantados os pontos relacionados à linha, ofertadas oferendas e ações específicas. 
Na Tenda Espírita Nossa Senhora da Piedade não são realizados sacrifícios animais e conforme as determinações do Caboclo das Sete Encruzilhadas, todos os trabalhadores (médiuns e cambonos) utilizam-se de vestes brancas. Todos trabalham descalços, denotando assim o mesmo caráter humilde das entidades (caboclos e pretos velhos) que atuam na casa, advindos do plano astral.
Com a consolidação dos trabalhos da Tenda Espírita Nossa Senhora da Piedade, a partir de 1918 e por ordem do próprio Caboclo das Sete Encruzilhadas, médiuns pertencentes aos quadros da Tenda iniciaram, com o apoio de Zélio de Moraes, o processo de fundação de outras Tendas a partir do qual se deu a difusão da Umbanda por todo o território brasileiro. As Tendas foram assim denominadas:
- Tenda Espírita Nossa Senhora da Conceição (1918);
- Tenda Espírita Nossa Senhora da Guia (1927);
- Tenda Espírita São Pedro (1935);
- Tenda Espírita São Jorge (1935)
- Tenda Espírita São Jerônimo (1935)
- Tenda Espírita Oxalá (1939)
- Tenda Espírita Santa Bárbara (1952)

Nestes mais de cem anos de história, a Tenda Espírita Nossa Senhora da Piedade passou por diversos endereços. Desde a fundação em 1908 até por volta de 1940 a Tenda Espírita Nossa Senhora da Piedade existiu na própria residência de Zélio de Moraes, na Rua Floriano Peixoto, número 30, em Neves, São Gonçalo - RJ. A partir de então passa a atuar na cidade do Rio de Janeiro, então Capital Federal, na Rua Borja Castro, 13 em um edifício situado próximo à Praça XV, em frente ao Mercado de Peixe, demolido para a construção da Via Elevada da Perimetral. Em seguida, instalou-se na Praça Duque de Caxias, 231, Centro. Devido a reformas urbanas para a construção do Terminal de Ônibus próximo à Estação Central do Brasil, Este edifício também foi demolido. Assim, cerca do ano de 1960, transferiu suas atividades para a Rua Dom Gerardo, 51, Centro, onde ficou por cerca de 30 anos. Este imóvel também foi demolido com a finalidade de construção de um edifício .
Com relação à condição de preservação das sedes onde foi instalada a Tenda Espírita Nossa Senhora da Piedade, uma situação curiosa se apresenta: todos os edifícios que abrigaram os trabalhos da Tenda foram demolidos. A saída de seu primeiro endereço no Rio de Janeiro (Rua Borja Castro, 13) ocorreu em razão da demolição para a construção do Viaduto Elevado da Via Perimetral. Anos mais tarde, a saída da Praça Duque de Caxias ocorreu em razão da construção do Terminal de Ônibus próximo à Estação Central do Brasil. A sede da Rua Dom Gerardo, demolida para a construção de um edifício com vários pavimentos e, finalmente, ocorreu a demolição em 2011, em São Gonçalo, da antiga residência de Zélio de Moraes, local de fundação e primeira sede da Tenda da Piedade. Este fato, mais recente e com características especiais em razão das ocorrências históricas aqui relatadas, gerou grande comoção nacional como pode ser observado, dentre outros, nos seguintes documentos: Carta à prefeita de São Gonçalo-RJ, Sra. Maria Panisset (04-10-2011), do Deputado Jean Wyllys (disponível em: http://jeanwyllys.com.br/wp/carta-a-prefeita-de-sao-goncalo-rj-sra-maria-panisset-04-10-2011, acessado em 26/01/2014); Prefeitura de São Gonçalo diz que não é responsável por casa da umbanda, do Jornalista Sidney Rezende (disponível em: http://www.sidneyrezende.com/noticia/148424+prefeitura+de+sao+goncalo+diz+que+nao+e+responsavel+por+casa+da+umbanda/preview, acessado em 26/01/2014), dentre outros documentos
Na década de 1960, Zélio com 60 anos de mediunidade e prestação de serviços no comando da Tenda, passou a direção para suas filhas, Zélia de Moraes Lacerda e Zilméa de Moraes Cunha, ambas já falecidas. Esta última, há cerca de 10 anos, passara a direção da casa para a sua filha e neta de Zélio, Lygia Marinho da Cunha, contando com o apoio de seus filhos Marcelo e Leonardo Cunha.
 CUMINO, A. História da Umbanda, uma religião brasileira. São Paulo: Madras, 2011.
 LEAL DE SOUZA, A. E., O Espiritismo, a Magia e as Sete Linhas de Umbanda, Limeira (SP): Editora do Conhecimento.
 PEIXOTO, N., Umbanda Pé no Chão, Limeira (SP): Editora do Conhecimento.
 TRINDADE, D. F. (HANAMATAN) Umbanda, um ensaio de ecletismo. São Paulo: Ícone, 1994.
 Página da Tenda Espírita Nossa Senhora da Piedade (www.tensp.org)